# Dreams in Colour
Dreams in Colour é o terceiro álbum a solo de David Fonseca. O disco foi apresentado a 8 de Dezembro de 2007. Para além da edição normal, foi também produzida uma edição especial e limitada (esta incluía um digipack com booklet de 24 páginas com a reprodução de polaroids exclusivas da autoria de David Fonseca e um DVD extra David Fonseca Dreams In Loop Live).
Em apenas um mês de vendas atingiu as 10.000 cópias vendidas (disco de ouro). O primeiro single extraído do álbum foi Superstars, que rapidamente cativou fãs e não só. O segundo single foi Rocket Man.
| Críticas profissionais                                                      | Críticas profissionais |
| Avaliações da crítica                                                       | Avaliações da crítica  |
| Fonte                                                                       | Avaliação              |
| --------------------------------------------------------------------------- | ---------------------- |
| Disco Digital                                                               | (sem nota)             |
| Esta tabela precisa de ser acompanhada por texto em prosa. Consulte o guia. |                        |

## Faixas
1. Intro
2. 4th Chance
3. Kiss Me, Oh Kiss Me
4. Rocket Man (Elton John / Bernie Taupin)
5. Silent Void
6. This Wind, Temptation
7. I See The World Through You
8. Superstars
9. This Raging Light
10. Feet On Stones
11. Dreams In Colour